# Vùng Orava

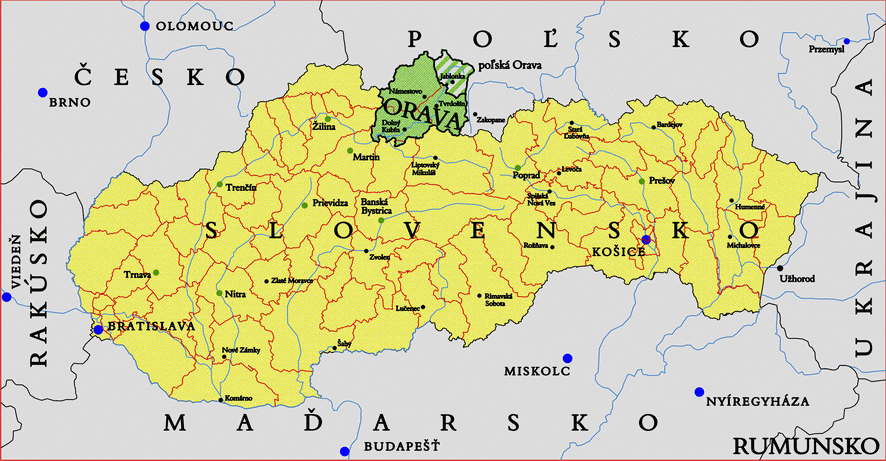
Orava ở Slovakia

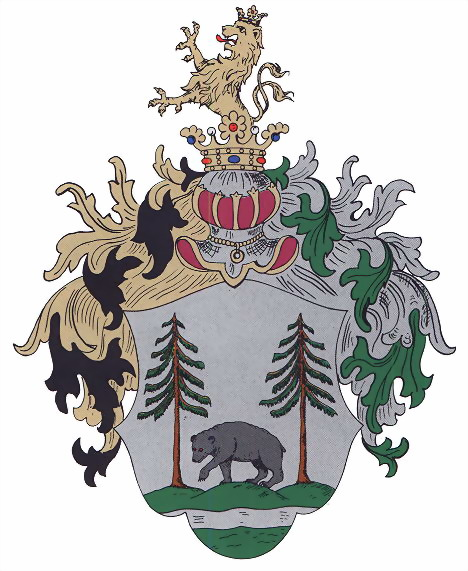
Huy hiệu của quận hiện không còn tồn tại

Orava là tên truyền thống của một khu vực nằm một phần ở phía bắc Slovakia (như Orava) và một phần ở miền nam Ba Lan (như Orawa). Nó bao gồm lãnh thổ của hạt Árva (comitatus) trước đây hoặc Arwa (tiếng Đức).

## Tên gọi
Tên gọi của vùng đất này bắt nguồn từ sông Orava (một con sông lớn chảy qua khu vực).

## Lịch sử
Quận được hình thành từ trước thế kỷ 15. Lãnh thổ của quận nằm dọc theo sông Orava, giữa ngôi làng Zázrivá và dãy núi Tatra. Diện tích của nó lên tới 2.019   km² vào khoảng năm 1910. Vị trí ban đầu của quận là Lâu đài Orava - nằm trên một tảng đá cao trên sông Orava.

## Địa lý

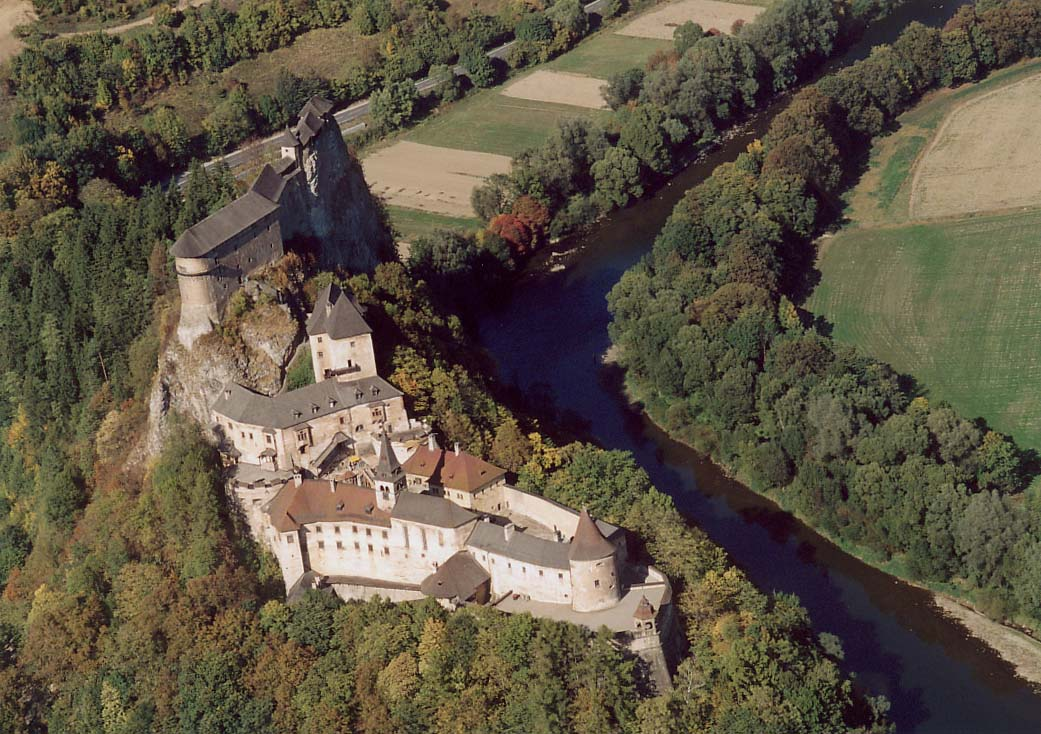
Lâu đài Orava là địa danh chính trong khu vực

Orava hiện được công nhận là một trong 21 khu du lịch của Slovakia, tuy nhiên, đây không phải là khu vực hành chính không giống như khu vực tiền nhiệm. Ở Slovakia, Orava được phân chia giữa các quận Dolný Kubín, Tvrdošín và Námestovo ở Vùng Žilina. Nó có diện tích 1.661   km², với dân số ở phía Slovakia khoảng 126.000 người. Ngôi làng Oravská Polhora là khu định cư cực bắc của Slovakia. Thị trấn quan trọng nhất ở phía Slovakia (và cũng là trụ sở của quận cũ) là Dolný Kubín. Phần Orava của Ba Lan thuộc về Lesser Poland Voivodeship, thuộc quận Nowy Targ, với ngôi làng chính của phía Ba Lan là Jabłonka. 